# Élections générales néo-brunswickoises de 1939

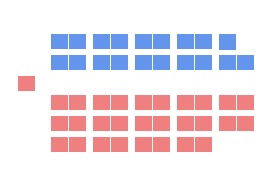
Composition de la chambre du Nouveau-Brunswick en 1939

L'élection générale néo-brunswickoise de 1939, aussi appelée la 39e élection générale, a lieu le 20 novembre 1939 afin d'élire les membres de la 39e législature de l'Assemblée législative du Nouveau-Brunswick, au Canada.
Le Parti libéral remporte une majorité de 29 sièges tandis que l'opposition officielle est formée par le Parti conservateur, avec 19 sièges.